# 장호비
장호비(1964년 11월 28일 ~ )는 한국의 남자 성우다. 1992년 KBS 23기 공채 성우로 데뷔했다.

## 출연작

### 애니메이션
- 나스 안달루시아의 여름(애니맥스) - 양헬 베넨헤리
- D.N.Angel(애니원) - 니와 코스케(조이의 아빠)
- 수호요정 미셸(KBS2) - 우기
- 유희왕 듀얼몬스터즈(SBS) - 용만
- 포켓몬스터(SBS) - 꼬부기, 비주기
- 프로젝트 블루 지구SOS(애니박스) - 알버트 브레스트 박사
- 파워퍼프걸Z(카툰네트워크) - 에이스
- 출동! 메가트레인(투니버스) - E2
- 미래전사 오공(애니맥스)
- 헌터X헌터(애니원) - 기드
- 배트맨(특선)(SBS)
- 은하탐정 케인(SBS) - 질
- 우정의 그라운드(KBS) - 일본축구관계자, 축구해설
- 거북이 특공대Z(SBS) - 케이시 존스
- 이상한 나라의 폴(SBS)
- 매직 스워드(SBS)
- 천하무적 슈라트(KBS) - 단, 아카라나타
- 디그레이맨(애니맥스)
- 올림포스 가디언(SBS) - 파트로클로스
- 명탐정 코난(투니버스) - 안철호
  - 명탐정 코난: 100만 달러의 오릉성 - 후쿠시로 료에이
- 원피스(투니버스) - 퀴로스
- 터보(MOVIE)
- 니코의 세상(EBS) - 오스카
- 마하 고고(SBS)
- 천방지축 덩크슛(SBS)
- 신비아파트: 고스트볼의 비밀(투니버스) - 키클라스, 노인

### 출연 게임작
- 진 삼국무쌍 - 하후돈, 전위
- 진 삼국무쌍 2 - 손견, 동탁
- 하프라이프 2 - G맨
- 007 제임스 본드: 퀀텀 오브 솔러스 - 그린, 용병 등
- 디아블로3
- 건담전기 - 카이 시덴, 슈타이너 하디
- 도타2 - 슬라크
- 하스스톤 - 미치광이 과학자, 크툰
- 히어로즈 오브 더 스톰 - 묘지기

### 출연 외화작
- 블라인드 저스티스(KBS) - 콘웰(윌리엄 데니스 헐리, 5화) / 앤서니(릭 파스퀄론, 13화)
- 찰리 제이드(KBS) - 번
- 삼국지(KBS) - 오집사
- 불멸의 사나이(KBS)

### 출연 영화작
- 세븐(KBS) - 배달부(리치먼드 아켓)
- 12 몽키즈(SBS) - 남자2 / 조시 (존 세다)
- 팜므 파탈(SBS) - 로리의 동료(에두어드 몽투)
- 와사비(SBS) - 강도(장-마르크 몽탈토)
- 애딕티드 러브(SBS)
- 내게 너무 예쁜 당신(SBS)
- 발렌타인 데이(SBS)
- 그랑블루(SBS)
- 글로리아(SBS)
- 도검소(SBS)
- 스페셜리스트(KBS, SBS) - 조직원(브렌트 섹스턴) / 불량배(스콧 블레이크)
- 스네이크 아이즈(SBS)
- 잠수종과 나비(KBS)
- 미세스 다웃파이어(SBS) - 루 (트렌스 맥가번)
- 탑건(SBS) - 멀린 (팀 로빈스) / 선다운 (클레런스 길야드 쥬니어)
- 턱시도(SBS) - 제임스 브라운 / 미치(로매니 말코) / CDA 요원(크리스티안 포텐자)
- 장지웅심(SBS)
- 남과 여 : 20년 후(SBS) - 엘리
- 쥬라기 공원(SBS) - 도슨(캐머런 토르)
- 크레이블2(SBS) - 마일즈 (드래그-온)
- 프릭스(SBS)
- 로미오 머스트 다이(SBS) - 로스(에도아르도 발레리니) / 실크(DMX)
- 웨딩플래너(SBS)
- 구름 속의 산책(SBS)
- 폴리스 스토리(SBS) - 대니(풍극안)
- 닌자 거북이3(SBS) - 도나텔로 (짐 라포사)
- 디어 마이 베이비(KBS) - 닥터 듀퐁 (니콜라스 르 프리보스)
- 성룡의 빅타임(KBS) - 노내화 부하2
- 알츠하이머 케이스(KBS) - 꾸만스(게르트 반 람펠베르그)
- 달려라 조니(KBS) - 영화 관람객(토라 수디로)
- 에스토마고(KBS) - 부엉이
- 투 웡 푸(KBS) - 돌라드 보안관 (크리스 펜)
- 식스티 세컨즈(KBS) - 도니 에스트리키 (치 맥브라이드)
- 최가박당(KBS)
- 홍번구(KBS)
- 풀 프루프(SBS) - 스탠(숀 설리반)
- 토크 투 미(KBS) - 마일로 (마이크 엡스)
- 한 여름밤의 미소(KBS) - 사무실 직원 (뵈르예 멜빅)
- 배드 컴퍼니(SBS) - 토드
- 언컨디셔널 러브(SBS)
- 맨 인 블랙(SBS) - 레직(패트릭 브린) / 경찰(마이클 골드핑거) / 안치소 직원(데이비드 크로스)
- 삼형제와 상속자(SBS) - 공증인
- 트레이닝 데이(SBS) - 폴(닥터 드레) / 모레노(노엘 구글리에미)
- 하와이, 오슬로(KBS) - 미쓰
- 노 맨스 랜드(KBS)
- 메멘토(KBS) - 지미 (래리 홀든), 웨이터 (러스 페가)
- 황야의 7인(KBS) - 힐라리오(호르헤 마르티네즈 데 호요스)
- 폴리스 아카데미6(KBS) - 프록터 (랜스 킨시)
- 양가휘의 굿바이 차이나(KBS)
- 하나 그리고 둘(KBS) - 처남
- 나쁜 녀석들(KBS)
- 에일리언 2(KBS) - 군인(마크 롤스턴)
- 골든 게이트(KBS)
- 데이트 소동(KBS)
- 오리엔트 특급 살인 사건(KBS) - 백작
- 7월의 축제(KBS) - 간수
- 주니어(KBS)
- 이노센트(KBS) - 토미
- 백발마녀전2(KBS)
- 사랑의 블랙홀(KBS) - 헤니 외
- 영광의 대가(KBS) - 메데로스
- 벨파고(KBS) - 뚱보
- 잉글리쉬 페이션트(KBS) - 상병(필립 위트처치)
- 무간도 2: 혼돈의 시대(KBS) - 예영효의 동생(장영강) / 창(효해)
- 무간도 3: 종극무간(KBS) - 진준(이자웅)
- 바이 바이 러브(KBS) - 크레이그
- 마이티 조 영(KBS) - 경찰(닐 코핏)
- 청혼(KBS) - 센젤 (리델 M. 체쉬어)
- 엑시스텐즈(KBS) - 너리쉬 (돈 맥켈러)
- 집으로 가는 길(KBS) - 젊은 촌장
- 동거남녀(KBS) - 친구
- 캐스트 어웨이(KBS) - 조종사(가렛 데이비스)
- 키핑 더 페이스(KBS) - 딴(켄 렁)
- 탈주자(KBS)
- 마크 오브 엔젤(KBS)
- 멜 깁슨의 영원한 사랑(SBS)
- 코튼 클럽(SBS)
- 3000 마일(SBS)
- 프레데터2(KBS) - 골든 투스 (마이클 마크 에드몬슨)
- 못 말리는 첩보원(KBS)
- LA 스토리(SBS)
- 야망의 제물(SBS)
- 위대한 산티니(KBS)
- 자칼(SBS)
- 머니 핏(KBS) - 제임스(프랭키 페이슨)
- 도시의 블루스(KBS) - 앵커 (데이프 헬퍼트)
- 황비홍(SBS)
- 중환영웅(SBS)
- 낫씽 투 루즈(KBS) - 찰리 (치안카를로 에스포지토)
- 설원의 윌(KBS) - 브롤리 (리처드 휴스)
- 홀랜드 오퍼스(KBS) - 버드(데이몬 휘태커)
- 반 헬싱(KBS) - 마을 사람(마렉 바슈트)
- 썬더볼트(KBS) - 아화의 동료(나예현)
- 스파이 대소동(KBS) - 경비원(샘 레이미)

### 기타
- KBS 무대 10년(도둑 갈매기)(KBS 제2라디오)
- KBS 무대(햇살에 쓰는 일기, 가면 무도회, 더불어 갈구리)
- 사랑의 가족(KBS) - 2013년 5월 2일 출연
- 울어도 좋습니까(옛날방송국) - 남자
- 유령주식회사(세이캐스트) - 실장